# Alberic
Alberic – gmina w Hiszpanii, w prowincji Walencja, we wspólnocie autonomicznej Walencja, o powierzchni 26,96 km². W 2011 roku liczyła 11 288 mieszkańców.